# レブ・ビーチ
レブ・ビーチ（Reb Beach、本名：Richard Earl Beach Jr.、1963年8月31日 - ）は、アメリカ合衆国出身のロック・ミュージシャン、ギタリスト。
ハードロック・バンド「ウィンガー」のギタリストとして知られている。そのほか「ドッケン」「アリス・クーパー」「ホワイトスネイク」「ナイト・レンジャー」など、著名なグループに参加した実績を持つ。

## 人物

### セッションギタリスト時代
エアロスミス、サミー・ヘイガー、ロニー・モントローズ、キッス、スティーリー・ダン、スティーヴ・モーズ、イーグルス、モリー・ハチェット、ジョン・サイクスなどに影響を受ける。
バークリー音楽院に進むもなじめず、ジャズとロックが融合した音楽、フュージョンに目覚める。自分で録音などを始めるようになり、そのうちの一つで年間ベストギタリスト・コンテストにおいて入賞した。そして、ニューヨークにて音楽活動を開始。セッション・ギタリストとしてエリック・クラプトンやボブ・ディラン、ロジャー・ダルトリー、チャカ・カーン、ハワード・ジョーンズ、トゥイスティッド・シスターなどの仕事をする。

### ウィンガー時代

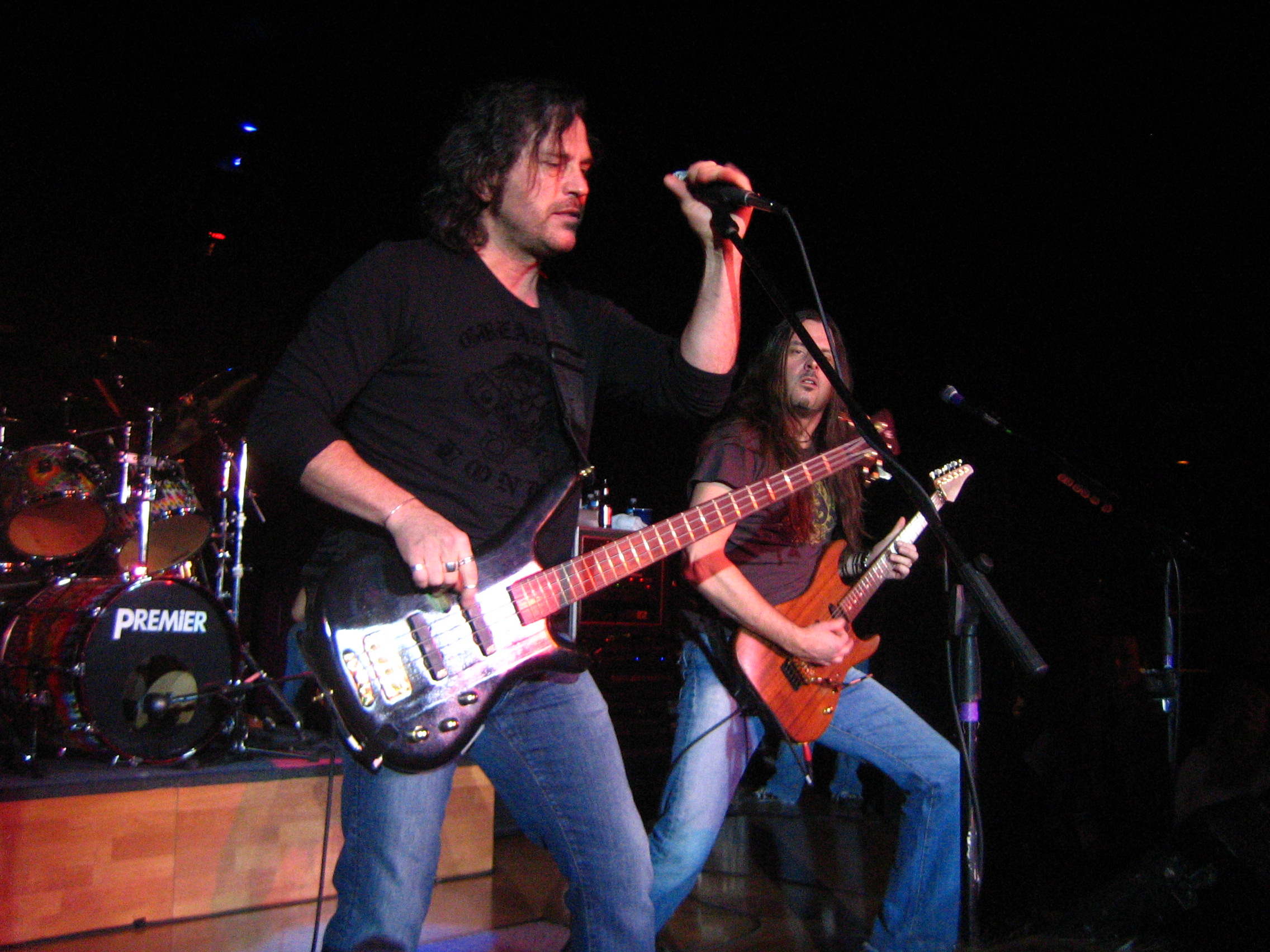
ウィンガー時代 (右レブ) 2007年3月

その後、ニューヨークでキップ・ウィンガーと出会い、ウインガーを結成。メンバーはキップ・ウィンガー（ベース、ボーカル）、レブ・ビーチ（ギター）、ポール・テイラー（ギター、キーボード）、ロッド・モーゲンスタイン（ドラム）で、「Seventeen」「Headed for a Heartbreak」「Can't Get Enuff」「Miles Away」などのヒット曲を生み出した。
ウィンガーはサード・アルバム『プル』を発表後、活動を停止。メンバーはそれぞれソロ活動へと移っていった。レブもピッツバーグに戻り、The Reb Beach Projectを始動。

### アリス・クーパーとドッケン
その後、アリス・クーパーのツアーに3年間にわたりギタリストとして参加した後、ジョージ・リンチが脱退したドッケンに加入。アルバム『イレイズ・ザ・スレート』を製作し、ツアーにも参加。しかしレブはその後ドッケンから脱退してソロ活動に戻り、ソロ・アルバム『マスカレード』を発表する。

### ウィンガーの再始動〜ホワイトスネイクに参加
2002年にウィンガーが再結成される。しかし、この再結成は小規模なもので、アメリカやヨーロッパでのツアーのみとなった。
同年夏、レブが長年あこがれていたデイヴィッド・カヴァデールから声がかかり、ホワイトスネイクに加入。ダグ・アルドリッチとともにツインギターを披露した。
2006年、ナイト・レンジャーのドラマー、ケリー・ケイギーやキングスXのダグ・ピニック、ホワイトスネイクのティモシー・ドゥルーリーらとザ・モブを結成。同名のアルバムをキップ・ウィンガーのプロデュースでリリースした。また、この年はホワイトスネイクで再来日すると同時にウィンガーも再始動した。『プル』以来となる4枚目のアルバムはシンプルに『IV』と名づけられ、発売された。ウィンガーはアメリカやヨーロッパをツアーした。
2007年、レブはジェフ・ワトソンの代打としてナイト・レンジャーに加入し来日。短期間在籍した。
同年、ウィンガーは『デモ・アンソロジー』という3枚目までの作品のデモ・バージョンを収録した2枚組のアルバムを発売。同11月、ラットのオープニング・アクトとしてウィンガーは14年ぶりに来日。大阪、名古屋、東京、横浜での公演を行った。 
以降は「ウィンガー」「ホワイトスネイク」を並行して活動している。

## 使用機材
ウィンガー参加以前はESPを使用。ウィンガー初期はクレイマー、その後アイバニーズからシグネチャーモデルが販売されていた。現在、主に使っているギターはサーのレブ・ビーチ・モデル。アンプはカスタム・オーディオ・エレクトロニクスをジョン・サーが修正したものを使っている。

## 映画出演
- 『ウェインズ・ワールド』 - Wayne's World (1992年) ※アリス・クーパーのバック・バンドとして

## ディスコグラフィ

### ソロ・アルバム
- The Fusion Demos (2001年) ※自主制作。1993年録音
- 『マスカレード』 - Masquerade (2001年、Universal)
- 『ア・ヴュー・フロム・ジ・インサイド』 - A View From The Inside (2020年、Frontiers)

### 教則ビデオ
- Cutting Loose (1991年) ※VHS
- Homegrown Private Lesson Volume 1 (2003年) ※DVD

### ウィンガー
- 『ウィンガー』 - Winger (1988年)
- 『イン・ザ・ハート・オブ・ザ・ヤング』 - In the Heart of the Young (1990年)
- 『プル』 - Pull (1993年)
- 『IV』 - IV (2006年)
- 『カーマ』 - KARMA (2009年)
- 『ベター・デイズ・カミン』 - Better Days Comin' (2014年)
- 『セヴン』 - Seven (2023年)

### ドッケン
- 『イレイズ・ザ・スレート』 - Erase the Slate (1999年)
- 『ライヴ・フロム・ザ・サン』 - Live from the Sun (2000年)

### ザ・モブ
- 『ザ・モブ』 - The Mob (2005年、Frontiers)

### ホワイトスネイク
- 『グッド・トゥ・ビー・バッド』 - Good to Be Bad （2008年）
- 『フォーエヴァーモア』 - Forevermore （2011年)
- 『ザ・パープル・アルバム』 - The Purple Album（2015年）
- 『フレッシュ・アンド・ブラッド』 - Flesh & Blood（2019年）

### ブラック・スワン
- 『シェイク・ザ・ワールド』 - Shake The World (2020年)

### 参加アルバム
- フィオナ : 『ビヨンド・ザ・ペイル』 - Beyond the Pale (1986年)
- ハワード・ジョーンズ : 『ワン to ワン』 - One to One (1986年)
- チャカ・カーン : 『デスティニー』 - Destiny (1986年)
- ビージーズ : 『E.S.P.』 - E.S.P. (1987年) ※「E.S.P.」「Overnight」に参加
- トゥイステッド・シスター : 『ラヴ・イズ・フォー・サッカーズ』 - Love Is for Suckers (1987年)
- Various Artists : The Lost Boys soundtrack (1987年) ※映画『ロストボーイ』サウンドトラック。ロジャー・ダルトリー「Don't Let the Sun Go Down on Me」で参加
- ブライアン・マクドナルド・グループ : Desperate Business (1988年)
- 二井原実 : 『ONE』 - One (1989年)
- Xenon : America's New Design (1989年)
- Various Artists : The Karate Kid Part III soundtrack (1989年) ※映画『ベスト・キッド3/最後の挑戦』サウンドトラック。ウィンガー「Out for the Count」で参加
- Various Artists : Bill and Ted's Bogus Journey soundtrack (1991年) ※映画『ビルとテッドの地獄旅行』サウンドトラック。ウィンガー「Battle Stations」で参加
- Various Artists : 『ザ・ギターズ』 - Guitars that Rule the World (1992年)
- デンジャー・デンジャー : Cockroach (1993年)
- Various Artists : 『スモーク・オン・ザ・ウォーター〜ディープ・パープルに捧ぐ』 - Smoke on the Water – A Tribute to Deep Purple (1994年)
- アンディ・ティモンズ : 『イヤー・エクスタシー 2』 - EarX-tacy 2 (1997年)
- アリス・クーパー : 『フィストフル・オブ・アリス』 - A Fistful of Alice (1997年) ※ライブ
- Various Artists : 『ギター・バトル』 - Guitar Battle (1998年)
- Various Artists : 『DAYTONA USA 2』 - Daytona USA 2 Game soundtrack (1998年) ※アーケイド・ゲーム『デイトナUSA2 BATTLE ON THE EDGE』サウンドトラック
- キップ・ウィンガー : 『キップ・ウィンガー・ソロ』 - This Conversation Seems Like a Dream (1998年)
- Various Artists : 『トリビュート・トゥ・オジー/バット・ヘッド・スープ』 - Bat Head Soup – A Tribute to Ozzy Osbourne (2000年)
- Various Artists : 『トリビュート・トゥ・ヴァン・ヘイレン/2000』 - Tribute To Van Halen / 2000 (2000年)
- ブライアン・マクドナルド : 『ワインド・イット・アップ』 - Wind it Up (2000年)
- ウォー・アンド・ピース : 『エンド・オブ・ザ・トンネル』 - Light at the End of the Tunnel (2000年)
- キップ・ウィンガー : 『ソングス・フロム・ジ・オーシャン・フロアー』 - Songs From the Ocean Floor (2000年) ※「Resurrection」に参加
- Various Artists : 『クイーン・トリビュート〜STONE COLD CRAZY』 - Stone Cold Queen: A Tribute (2001年)
- ブライアン・マクドナルド・プロジェクト : 『ヴォヤージュ』 - Voyage (2003年)
- Ken Tamplin and Friends : Wake the Nations (2003年)
- エクスカーネーション : 『グラウンデッド』 - Grounded (2005年)
- ケリー・ケイギー : 『アイム・アライヴ』 - I'm Alive (2006年)
- Northern Light Orchestra : Celebrate Christmas (2010年)